# ʿAbbās I il Grande
ʿAbbās I il Grande (in persiano شاه عباس بزرگ‎, Shāh ʿAbbās Bozorg; Herat, 27 gennaio 1557 – Mazandaran, 19 gennaio 1629) fu il 5º scià safavide della Persia, ed è generalmente considerato il più grande sovrano della dinastia, tanto da guadagnargli l'appellativo.

## Biografia
Abū Muẓaffar Shāh ʿAbbās b. Shāh Moḥammad Mīrzā Ṣafavī al-Ḥoseynī al-Mōsavī (in persiano ابوالمظفر شاه عباس‌ بن شاه محمد میرزا صفوی الحسینی الموسوی‎) nacque nell'allora Khorasan, terzo figlio del principe reale Mohammad Khodabanda, che era quasi cieco e perciò non considerato un possibile erede al trono occupato dal nonno di ʿAbbās, Scià Tahmasp I. Il padre 4 anni dopo venne inviato a Shiraz in considerazione della sua salute precaria. ʿAbbās, che era stato affidato alle cure della madre del governatore di Herat, ʿAli Qoli Khān Shamlū, rimase a Herāt in virtù della tradizione che voleva che almeno un principe di sangue reale risiedesse nel Khorasan, con la carica nominale di governatore.

### Regno del padre
Alla morte del nonno, a seguito di un confronto tra clan kizilbash rivali salì al trono Isma'il II, secondo figlio di Tahmasp I, imprigionato per vent'anni, in quanto sospettato di aver ordito complotti. Il suo regno fu breve e sanguinario.
Al tempo, l'impero era afflitto dalle dispute continue tra gli amīr, capi tribali dei turcomanni che avevano permesso ai Safavidi di unificare la Persia e ne costituivano ancora l'ossatura militare, conosciuti col soprannome di Kizil Baş ("teste rosse", dal colore dei berretti con i quali si distinguevano come sostenitori dei Safavidi, a partire dal tardo XV secolo). I Kizil Baş decisero ben presto di sbarazzarsi di Ismāʿīl e il giorno 11 febbraio 1578 gli succedette il debole padre di ʿAbbās, l'unico erede scampato alle uccisioni ordinate da Ismāʿīl, assieme a quelle dei suoi quattro figli. La madre di ʿAbbās, Khayr al-Nisa Begum, si impose come figura dominante in un periodo di complotti, uccisioni e scontri civili, cui faceva da contrappasso la pressione crescente esercitata dall'antagonista sunnita dei Safavidi, l'Impero ottomano. L'inevitabile conflitto di potere con i clan Kizil Baş sfociò nello strangolamento della regina, avvenuto il 26 luglio 1579. Il dominio interno dei Kizil Baş crebbe fino a portare qualche anno dopo all'uccisione del visir Mīrzā Salma. Anche il figlio prediletto Ḥamza Mīrzā, fratello maggiore di ʿAbbās, morì in circostanze sospette nel dicembre 1586, mentre guidava una spedizione contro gli Ottomani, che avevano occupato Tabriz.

### Ascesa al trono
La Persia era debole e sotto attacco, non solo da parte degli Ottomani ma anche da bande uzbeke. In occasione di una loro invasione del Khorasan, il capo Kizil Baş della provincia, Murshid Quli Khan, decise che era venuto il tempo di sostituire al debole Mohammad il suo protetto ʿAbbās, che fu così proclamato sovrano a Qazvin nell'ottobre 1587. Mohammad si limitò ad accettare la detronizzazione, passando le insegne reali al figlio nell'ottobre dell'anno successivo, e visse ancora qualche anno.
ʿAbbās I si dimostrò subito capace di azione autonoma, facendo uccidere o esiliare coloro che avevano complottato ai danni della madre. Dovette però sopportare per un anno e mezzo il dominio di Murshid, che lo voleva confinato nel palazzo mentre distribuiva cariche ai suoi amici. Già sposato con una principessa cristiana circassa, che gli aveva dato un erede, si unì nel frattempo anche alla vedova del fratello e a una cugina di Murshid.
Dette una struttura centralizzata allo Stato, limitando il potere dei feudatari; accrebbe il peso internazionale della Persia, conquistando gran parte dell'Afghanistan, conducendo guerre vittoriose contro Uzbeki (vittoria di Herat nel 1597 e conquista del Caucaso) e Ottomani (conquista di Baghdad e della Mesopotamia) e assicurandosi il controllo strategico dell'ingresso al Golfo Persico con l'acquisizione dell'isola di Hormuz che era in mano ai Portoghesi.
Oltre agli importanti successi in campo militare è ricordato per il grande sviluppo economico e culturale che subì l'Azerbaijan sotto il suo regno: dopo aver trasferito la capitale del regno da Bukhara a Esfahan qui diede inizio a un'imponente serie di lavori di ristrutturazione e abbellimenti. Favorì il commercio, le comunicazioni e l'agricoltura e al suo nome è legato il conio dalla moneta chiamata Abbasi.
Nonostante fosse un rigido sciita, ʿAbbās I si dimostrò assai tollerante verso la religione cristiana, tanto da instaurare discreti rapporti con la Spagna e l'Inghilterra.

### Pietro Della Valle
La conoscenza di Shāh ʿAbbās nell'Italia del Seicento è principalmente dovuta al viaggiatore, musicografo Pietro Della Valle, importantissimo nobile romano; attraverso le sue lettere scritte al medico napoletano Mario Schipano dalla Persia, apprendiamo alcuni preziosi aspetti dello scià: da quelli socievoli e cordiali, a quelli strategici e propriamente bellici. Della Valle ha potuto descrivere attentamente il sovrano persiano poiché lo ha conosciuto direttamente: la data del loro primo incontro fu il 3 maggio 1618, nella città di Escref (nella regione del Mazandaran) come testimonia la sua lettera scritta da Ferhabad, i primi giorni di maggio 1618 (così è scritto nelle stampe).
Della Valle ha inoltre scritto un "trattatello" dedicato interamente allo scià Abbas I una volta tornato a Roma dopo il viaggio in Oriente (1626); si tratta del testo Delle conditioni di Abbàs rè di Persia. Nonostante la iniziale censura ecclesiastica, Della Valle riuscì a stamparlo a Venezia nel 1628.

## Famiglia

### Consorti
Abbas I aveva almeno dieci consorti, più un numero imprecisato di concubine:
- Fakhr Jahan Begum, figlia di Bragat VII di Cartalia e Anna di Cachezia;
- Figlia di Mustafa Mirza, a sua volta figlio di Tahmasp I, sposata nel 1587;
- Olghan Khanum, figlia di Soltan Hosayn Mirza, a sua volta figlio di Bahram Mirza Safavi. Già vedova di Hamza Mirza, si sposarono nel 1587;
- Yakhan Begum, figlia di Ahmad Khan e Maryam Begum, si sposarono il 1 settembre 1602;
- Elena, figlia di Davide I di Cachezia e Ketevan la Martire;
- Marta, figlia di Davide I di Cachezia e Ketevan la Martire, sorella di Elena. Si sposarono il 20 settembre 1604 e divorziarono nel 1614;
- Tinatin Peri Lela, figlia di Giorgio X di Cartalia e Maria Lipartiani. Si sposarono nel 1604 e, a differenza di altre consorti, lei si convertì all'Islam, prendendo il nome di Fatima Sultan Begum. Divorziarono nel 1622/1623, dopo l'esecuzione del fratello di lei;
- Sorella di Ismail Khan, nobile circasso, fu la consorte favorita di Abbas;
- Figlia di Shaykh Lotfullah Maisi, teologo sciita;
- Tamara Amilakhori, figlia di Faramarz Amilakhori e sorella di Abd-ol-Ghaffar Amilakhori.

### Figli
Abbas aveva almeno cinque figli: 
- Mohammad Baqer Mirza (15 settembre 1587, Mashhad, Khorasan - giustiziato il 25 gennaio 1615, Rasht, Gilan) - con una concubina circassa. Governatore di Mashhad (1587-1588) e Hamadan (1591-1592). Aveva due consorti: Fakhr Jahan Begum, figlia di Ismail II (sposata nel 1601 a Esfahan), da cui ebbe un figlio, Suleiman Mirza (giustiziato nell'agosto 1632 ad Alamut); e Dilaram Khanum, nobildonna georgiana, da cui ebbe un figlio, Abul-Naser Sam Mirza;
- Hasan Mirza (settembre 1588, Mazandaran – 18 agosto 1591, Qazvin);
- Soltan Mohammad Mirza (18 marzo 1591, Qazvin – giustiziato nell'agosto 1632, Alamut , Qazvin), accecato dal padre nel 1621. Aveva una figlia, Gawhar Shad Begum, sposata con Mirza Qazi, Shaykh-ul-Islam di Esfahan;
- Ismail Mirza (6 settembre 1601, Esfahan – giustiziato il 16 agosto 1613);
- Imam Qoli Mirza (12 novembre 1602, Esfahan – giustiziato nell'agosto 1632, Alamut , Qazvin), accecato da suo padre nel 1627. Aveva un figlio, Najaf Qoli Mirza (1625 – giustiziato nell'agosto 1632, Alamut , Qazvin).

### Figlie
Abbas I aveva almeno sei figlie: 
- Shazada Begum. Sposò Mirza Mohsin Razavi, da cui ebbe due figli;
- Zubayda Begum (giustiziata il 20 febbraio 1632) - con Fakhr Jahan Begum. Sposò Isa Khan di Shaykhavand, da cui ebbe una figlia, Jahan Banu Begum (che nel 1634 sposò suo zio Simone II di Cartalia, fratello di sua madre, da cui ebbe una figlia, Izzisharif Begum);
- Agha Begum. Sposò Ulama Khalife Soltan, da cui ebbe quattro figli e quattro figlie;
- Havva Begum (morta nel 1617 a Zanjan). Sposò in prime nozze Riza Shahristani Mirza, e in seconde Rafi al-Din Muhammad Mirza, da cui ebbe tre figli;
- Shahr Banu Begum. Sposò Mir Abdulazim, darughah di Esfahan;
- Malik Nissa Begum. Sposò Mir Jalal Shahristani, mutvalli del santuario dell'Imam Riz.